# Thoissey
Thoissey är en kommun i departementet Ain i regionen Auvergne-Rhône-Alpes i östra Frankrike. Kommunen ligger  i kantonen Thoissey som ligger i arrondissementet Bourg-en-Bresse. Kommunens areal är 1,34 km². År 2022 hade Thoissey 1 644 invånare.

## Befolkningsutveckling
Antalet invånare i kommunen Thoissey
Referens: INSEE